# Jeff Bennett
Jeffrey Glenn "Jeff" Bennett (2. oktober 1962) er en amerikansk stemmeskuespiller født i Houston, Texas. Han har lagt stemme til figurer i animationsserier, -film og videospil, men har også været gæst i Vore værste år. Bennett er sandsynligvis bedst kendt for at have lagt stemme til «Johnny Bravo» i serien Johnny Bravo fra 1997 til 2004. Bennett har også lagt stemme til andre figurer i forskellige animationserier.

## Stemmeroller i animationsserier / -film
- Den amerikanske drage: Jake Long – Mr. Jonathan Long og Jagtmanden.
- Naboens børn – Mr.Boss, Mr. Fizz og Destructo Far.
- Klasse 3000 – rektor Luna, Sunny's locness monster og vaktmester Jan.
- Barbaren Dave – historiefortælleren og Blinke Den Fantastiske hest.
- Dexters Laboratorium – Dexters far og Dexter som voksen.
- Lilo og Stitch: Serien – Dr. Von Hamsterviel og eksperiment 020.
- Ozzy og Drix – Drix.
- Pingvinerne fra filmen Madagaskar af DreamWorks Pictures – Kowalski.
- Pepper Ann – Craig Bean.
- Det Summer om Maggie – rektor Pestsrip.
- Kejserens nye skole – Kronks far, overvågningskamiss og Tipo og Upi.
- Powerpuff Pigerne – borgermesteren, Ace, Big Billy og Grubber.
- Masken: serien – Eddie.
- Xiaolin Showdown – Clay Bailey og Mester Monk Guan.
- Fortryllet – Pip